# Nová Ves u Světlé
Nová Ves u Světlé è un comune della Repubblica Ceca facente parte del distretto di Havlíčkův Brod, nella regione di Vysočina.